# Dimensione avventura
Dimensione avventura è l'edizione parziale italiana di Fighting Fantasy, una serie di librogame ideata da Steve Jackson e Ian Livingstone, originariamente pubblicata dalla Puffin a partire dal 1982. Nel 2002 i diritti furono ceduti alla Wizard Books, un marchio della Icon Books.
Al 2013 la serie è stata tradotta in 21 lingue ed aveva venduto complessivamente 16 milioni di libri. La sua popolarità ha portato alla creazione di spin off come giochi da tavolo, videogiochi, giochi di ruolo, romanzi e riviste.
In un tipico libro della collana il lettore interpreta il ruolo del protagonista, decidendo per il personaggio e seguendo un proprio percorso per tutta la narrazione. La serie si distingueva da altre simili per l'uso dei dadi che aggiungeva al libro un elemento tipico dei giochi di ruolo. La maggior parte dei libri condivideva un'ambientazione fantasy chiamata Titan anche se alcuni si svolgevano in ambienti fantascientifici, horror, postapocalittici o in altre ambientazioni fantasy.

## Sistema di gioco
I libri della serie sono libri game d'avventura suddivisi solitamente in 300-400 sezioni numerate. Al termine di ogni sezione il giocatore deve scegliere tra le opzioni disponibili e recarsi a una nuova sezione, continuando fino a che non raggiunge il termine della storia, o il personaggio viene ucciso.
Nella maggior parte dei libri della serie il giocatore deve generare casualmente tre caratteristiche (abilità, resistenza e fortuna) che sono dal protagonista usate in congiunzione con il tiro di un dado a sei facce per risolvere i combattimenti e verificare la riuscita delle sue azioni in alcune situazioni, anche se alcuni titoli aggiungono altre meccaniche per la risoluzione dei conflitti. Nella maggior parte dei libri c'è un solo percorso corretto per riuscire ad arrivare fino alla fine del libro, trovando tutti gli oggetti (chiavi, gioielli, anelli o anche frammenti di informazione) necessari per giungere allo scontro finale, per esempio le chiavi necessarie ad aprire il forziere in Lo stregone della montagna infuocata.
Quando la storia richiede di affrontare un avversario il giocatore risolve il combattimento con il tiro di due dadi a sei facce a cui somma la propria Abilità, facendo lo stesso per l'avversario (la cui abilità è indicata nel testo). Il contendente che ottiene il punteggio maggiore ferisce l'avversario che deve sottrarre 2 punti dal proprio punteggio di Resistenza. A questo punto il giocatore ha la possibilità di Tentare la Fortuna, un'azione dall'esito aleatorio che può aumentare o diminuire il danno inflitto. Di solito si prosegue finché la Resistenza di uno dei due arriva a 0, cosa che ne indica la morte.
Oltre che in combattimento è possibile tentare la fortuna In alcun momenti espressamente indicati dal testo. Il giocatore tira 2d6 e confronta il risultato al proprio punteggio di fortuna. Se il risultato è minore o uguale del punteggio, è considerato fortunato al contrario, un tiro che risulti in un punteggio più alto rispetto alla fortuna del giocatore avrà un esito diverso, quasi sempre negativo. In entrambi i casi, la fortuna del giocatore viene ridotta di 1, ogni volta che viene usata e pertanto i tentativi successivi di usarla diventeranno progressivamente più difficili.
Alcuni libri fanno uso di ulteriori caratteristiche, come Sword of the Samurai (Thomson & Smith, 1986), nel quale il personaggio ha anche un punteggio di Onore, Beneath Nightmare Castle (Darvill-Evans) che include un punteggio di volontà, House of Hell di Paura, Vault of the Vampire di Fede e Master of Chaos di Fama. Altri libri consentono al giocatore di scegliere tra un numero di abilità, come le magie disponibili in Citadel of Chaos o Temple of Terror (Livingstone, 1985), le abilità speciali in Moonrunner (Hand, 1992) o i superpoteri in Appointment with F.E.A.R. (Jackson, 1985). Alcuni libri includono combattimenti tra veicoli così come in corpo a corpo (gli esempi comprendono Starship Travellers e Freeway Fighter), e la maggior parte delle ambientazioni fantascientifiche includono qualche tipo di combattimento a distanza, con vari metodi di risoluzione.
La serie Sorcery! fu la prima a includere disegni di dadi in fondo a ogni pagina. Questi rendevano possibile giocare senza avere veri dadi, essendo sufficiente sfogliare le pagine e fermarsi su una a caso. I libri Figthing Fantasy pubblicati dalla Wizard usano lo stesso sistema.
I titoli serie possono essere giocati singolarmente e non presumono alcuna conoscenza aggiuntiva da parte del giocatore. Comunque alcuni formano una serie di storie per esempio la serie di Sorcery! di Steve Jackson e i tre libri che portano a scontrarsi con il mago Zagor (ovvero The Warlock of Firetop Mountain, Return to Firetop Mountain e Legend of Zagor) e sono indubbiamente più soddisfacenti se giocati in sequenza.

## Ambientazione
La maggior parte dei libri della serie Fighting Fantasy, quarantasei su cinquantanove, oltre che quelli della serie "parallela" Sorcery, sono ambientati in un mondo fantasy eroico detto Titan, diviso nei tre continenti di Allansia (il più frequentemente usato), seguito dal Vecchio Mondo e da Khul.. Le informazioni frammentarie e in una certa misura contraddittorie sul mondo di Titan che vengono raccolte dai librogioco furono consolidate e notevolmente ampliate da una guida per i lettori intitolata semplicemente Titan (Marc Gascoigne, Steve Jackson & Ian Livingstone, 1986).
Legend of Zagor è ambientato in un secondo mondo fantasy, Amarillia, così come il primo, secondo e quarto volume di The Zagor Chronicles (Livingstone 1993-94).
Un terzo mondo fantasy chiamato Orb compare nel volume 11, Talisman of Death (Thomson & Smith, 1984). Orb è anche l'ambientazione della serie non altrimenti collegata sempre di Thomson e Smith Ninja (The Way of the Tiger).
Una ristretta minoranza di libri della serie ha un'ambientazione fantascientifica. Sono, in ordine di pubblicazione: Starship Traveller (Jackson, 1983), Freeway Fighter (Livingstone, 1985), Space Assassin (Chapman, 1985), Rebel Planet (Waterfield, 1985), Robot Commando (Steve Jackson (US), 1985), Star Strider (Sharp, 1987) e Missione nei Cieli (Sky Lord, Allen, 1988). Di questi, almeno tre (Freeway Fighter, Rebel Planet e Star Strider) fanno riferimento alla Terra.
Appuntamento con la M.O.R.T.E. (Appointment with F.E.A.R., Jackson, 1985) vedeva il lettore nei panni di un supereroe nella città fittizia di Titan City.
Spectral Stalkers (Peter Darvil-Evans, 1991) era ambientato in una varietà di dimensioni interconnesse, alcune delle quali si conformavano ad archetipi fantasy, altre a quelli della fantascienza.
La Casa Infernale (House of Hell, Jackson, 1984) è l'unico libro ambientato nella Terra moderna.

## Storia editoriale
Dopo il secondo libro della serie Jackson si dedicò a una nuova serie in quattro titoli intitolata Sorcery! (1983-1985), pubblicata in Italia come Sortilegio aggiungendo al sistema di gioco anche la possibilità di usare la stregoneria. Ogni libro di questa serie era accompagnato da un libretto contenente gli incantesimi che era possibile lanciare, ognuno codificato con un codice di tre lettere che doveva essere memorizzato. In alcuni punti dell'avventura il giocatore poteva lanciare un incantesimo scegliendolo unicamente in base al suo codice, quindi è possibile lanciare un incantesimo indesiderato se si sbaglia nel ricordarlo. Sorcery! fu successivamente integrata nella prima ristampa della serie da parte della Wizard Books e il libretto degli incantesimi venne incorporato direttamente nell'appendice del librogame.
Nel 1980 Steve Jackson e Ian Livingstone durante un GameDay (una convention di giochi organizzata dalla Games Workshop) incontrarono Geraldine Cooke, una curatrice editoriale della Penguin Book, per proporle un libro sui giochi di ruolo fantasy che all'epoca si stavano diffondendo in Inghilterra, questa disse loro di inviare un riassunto della loro proposta. Inizialmente il libro proposto avrebbe dovuto essere una guida introduttiva ai giochi di ruolo, ma Jackson e Livingstone decisero invece di proporre un'avventura solitaria con un regolamento molto semplice che avrebbe dovuto essere un'introduzione ai giochi di ruolo più interessante di un noioso manuale. Probabilmente l'idea era derivata da un misto della più semplice serie Scegli la tua avventura (Choose Your Own Adventure) incrociata con le avventure in solitario per Tunnel & Troll che all'inizio degli anni ottanta erano stati pubblicati in Inghilterra.
Jackson e Livingstone proposero quindi la sinossi di The Magic Quest, una breve avventura intesa a dimostrare lo stile del gioco. Nonostante il parere positivo di Cooke i suoi superiori alla Penguin Book rifiutarono l'idea, ma lei continuò a sostenere la proposta fino a che non ebbe l'idea di proporla a Patric Hardy, il responsabile della Puffin, la divisione della Penguin dedicata ai bambini, che accettò la proposta di pubblicare il libro e Cooke diede il via via libera a Livingstone e Jackson per proseguirne lo sviluppo. Il risultato finale, Lo stregone della montagna infuocata (The Warlock of Firetop Mountain) fu accettato dopo una riscrittura per adattare lo stile della prima parte (scritta da Livingstone) a quello della seconda scritta da Jackson e fu pubblicato dalla Puffin nel 1982. La Penguin inizialmente non pubblicizzò il testo, ma Jackson e Livingstone sfruttarono le risorse della Games Workshop e in particolare la rivista White Dwarf per pubblicizzare il titolo e nel primo anno di pubblicazione fu ristampato venti volte.
Visto il successo, la Penguin decise di commissione ulteriori libri game. A differenza del primo libro ognuno fu scritto singolarmente da Jackson o Livingtone, per evitare i problemi di cambio di stile verificatasi durante la scrittura del primo libro. Nel 1983 Jackson scrisse la seconda avventura Fighting Fantasy, La Rocca del male (The Citadel of Chaos) e si dedicò alla serie collegata Sorcery, mentre Livingstone scrisse La foresta del male (The Forest of Doom). Nel 1984 Jackson scrisse il primo libro della serie di ambientazione fantascientifica, Starship Traveller (I viaggiatori dello spazio) mentre Livingstone il primo di ambientazione urbana, City of Thieves, così come Deathtrap Dungeon e L'isola del re lucertola (Island of the Lizard King). Per poter mantenere il ritmo delle uscite furono assunti nuovi scrittori nel 1984, tra cui Steve Jackson (autore di giochi statunitense fondatore e proprietario della Steve Jackson Games che, nonostante l'omonimia, non ha alcuna relazione con lo Steve Jackson britannico), Andrew Chapman, Carl Sargent (che scrisse sotto lo pseudonimo di Keith Martin), Marc Gascoigne (che fu l'autore più prolifico della serie) e Peter Darvill-Evans
Jackson e Livingstone continuarono comunque a essere coinvolti e ad approvare tutte le copertine e le illustrazioni interne per le edizioni nel Regno Unito.
L'impegno esterno di Jackson e Livingstone per Fighting Fantasy portò nel 1985 alla loro rinuncia alla direzione della Games Workshop e alla nomina di Bryan Ansell come managing director, che nel 1986 iniziò la fusione con la Citadel trasferendo la distribuzione a Eastwood e la produzione a Nottingham
La serie godette di un buon successo di vendite per tutti gli anni ottanta, ma nei primi anni novanta ebbe le stesse difficoltà che stava avendo tutta l'industria dei giochi di ruolo, provocate principalmente dal crescente predominio dei videogiochi che fu causò un graduale declino delle vendite La collana avrebbe dovuto concludersi con il numero 50, Return to Firetop Mountain (Livingstone, 1992), ma questo libro ebbe un successo inaspettato, realizzando vendite migliori di ogni altro librogame prodotto in tempi recenti e aumentando la domanda di Fighting Fantasy arretrati.
Per tentare di attrarre nuovi lettori la Puffin decise di pubblicare una serie di librogame con un regolamento più semplice che furono scritti da Ian Livingstone. La serie chiamata The Adventures of Goldhawk è a volte indicata come First Fighting Fantasy ed è composta da quattro libri la cui trama assume che il lettore venga trasportato magicamente nel reame di Karanzan, dove assume l'aspetto del principe Goldhawnk nella sua lotta contro lo stregone malvagio Darkmoon Il regolamento di Fighting Fantasy fu semplificato (il personaggio è definito da una sola caratteristica chiamata "Skill" - "abilità" usata sia per risolvere le azioni che per tener traccia della sua salute), le storie erano più semplici e brevi e illustrate da immagini a colori, piuttosto che in bianco e nero.
La serie proseguì fino al 1995 con Curse of the Mummy, il cinquantanovesimo numero. Un sessantesimo libro, Bloodbones fu commissionato a Jonathan Green ma non fu pubblicato e infine nel 1999 la Puffin chiuse formalmente la linea restituendo i diritti della serie a Jackson e Livingstone.
I diritti della serie furono acquisiti nel 2002 dalla Wizard Books che ristampò molti dei titoli originali, pubblicando inizialmente solo quelli di Jackson e Livingstone ed incorporò la miniserie Sorcery! in Fighting Fantasy.
Nel 2001 la Icon Book desiderava entrare nel mercato dei libri per bambini e quindi contattò Steve Jackson per acquistare i diritti per una nuova serie, che iniziò le pubblicazioni nel 2002 sotto il marchio Wizard Books. La nuova serie, ora chiamata "Series 1", ristampò molti titoli originali, cominciando sempre con The Warlock of Firetop Mountain, ma cambiando l'ordine di pubblicazione, incorporando la serie Sorcery! e con nuove copertine..
Nel 2005 la Wizards pubblicò il primo librogame parzialmente inedito, Eye of the Dragon, scritto da Ian Livingstone e la cui prima metà era già stata pubblicata nel suo manuale introduttivo ai giochi di ruolo Dicing with Dragons (1982) e nel 2006 Bloodbones (Green) l'avventura originariamente commissionata dalla Puffin ma rimasta inedita e pur proseguendo con le ristampe pubblicò anche altri titoli inediti.
Nel 2008 per rilanciare il marchio la Wizard ripartì da capo con la pubblicazione dei libri iniziando la "Series 2", dando un aspetto più omogeneo e riconoscibile alle copertine (uno scudo centrale in cui figura al centro l'avversario principale del libro) Con la nuova serie continuò a ristampare vecchi titoli aggiungendo anche nuovi titoli, come Stormslayer nel 2009, Night of the Necromancer nel 2010 e Blood of Zombies nel 2012.
Per commemorare il venticinquesimo anniversario pubblicò nel 2007 una versione speciale in copertina rigida di The Warlock of Firetop Mountain, usando la copertina originale dell'edizione del 1982 e inserendo materiale aggiuntivo e un commento sulla serie di Livingstone. Da allora ha pubblicato diversi titoli inediti tra cui Blood of the Zombies di Ian Livingstone per celebrare il trentesimo anniversario nel 2012.
Nel 2007 Fighting Fantasy festeggiò il proprio venticinquesimo compleanno. Per festeggiare l'avvenimento, la Wizard pubblicò un nuovo calendario per il quarto di secolo assieme a un'edizione speciale con copertina rigida di The Warlock of Firetop Mountain che usava la copertina originale fronte e retro dell'edizione 1982 e conteneva una sezione con materiale extra in fondo al libro (la prima bozza di The Magic Quest, una soluzione del librogame, una mappa di Ian Livingstone della sua parte di avventura e una mappa del sotterraneo sotto alla montagna).

### Le illustrazioni
Jackson e Livingstone insistettero fin dall'inizio con la Puffin che avrebbero dovuto poter scegliere gli illustratori e che i libri avrebbero dovuto copertine ed illustrazioni con uno stile adulto, con mostri minacciosi ed atmosfere gotiche, piuttosto che animaletti allegri e colori solari.
Complessivamente quarantatré artisti hanno contribuito a illustrare la prima collana di Fightin Fantasy, tra cui i significativi sono stati Russ Nichols (autore della copertina di The warlock of Firetop Mountain e della maggior parte delle illustrazioni interne della serie), Ian McCaig (autore delle illustrazioni interne di due dei più venduti libri della serie, City of Thieves e Deathtrap Dungeon), Allan Langford, Jon Blanche (autore delle copertine di Sorcery), Martin McKenna (che ha realizzato molte delle copertine dell'edizione della Wizards Books, oltre a diverse nuove versioni dell'illustrazione per The warlock of Firetop Mountain)
Le copertine della serie originale Puffin hanno avuto tre differenti formati. I primi sette libri della serie aveva il numero del volume stampato in una stella colorata sulla copertina stessa, la costola e la quarta di copertina erano dello stesso colore della stella, che variava da un libro all'altro. Il secondo formato, usato fino al ventiquattresimo volume della serie, comprendeva una striscia verde vicino al margine superiore della copertina, che conteneva le parole "Adventure Gamebooks", oltre al numero del volume. Sulla copertina c'era anche il logo Fighting Fantasy. La costola e il retro erano colorate di verde chiaro. Il formato finale usato fino al termine della serie presentava un grosso riquadro col disegno di un drago nella parte alta della copertina, contenente titolo e autore. La costola di ogni volume era sempre colorata di verde chiaro. Il colore della quarta di copertina cambiava da un libro all'altro. Quando un vecchio volume veniva ristampato riceveva una copertina con il nuovo formato.
I libro col formato finale della Puffin avevano il numero del volume sulla prima di copertina e sulla costola, fino a che non venne pubblicata una piccola quantità di ristampe del tutto prive di numeri. Successivamente il numero rimase sulla costola, ma non sulla prima di copertina. Titolo e autore erano stampati in color bronzo metallizzato fino al cinquantunesimo volume, dopo il quale tutto venne stampato in nero. I primi due libri, The Warlock of Firetop Mountain e Citadel of Chaos, furono dotati di una nuova copertina quando furono stampati nel secondo nonché definitivo formato Puffin.
I libri stampati dalla Wizard avevano un nuovo logo della serie e nuove illustrazioni per la copertina (ad eccezione di Appointment with F.E.A.R. e Curse of the Mummy). Le copertine furono cambiate perché secondo l'editore i vecchi disegni non erano accettabili per il mercato moderno. Ad eccezione di Jackson e Livingstone gli autori non sono nominati sulla copertina, che al contrario riporta la dicitura "Steve Jackson and Ian Livingstone Present", ma vengono citati nel frontespizio.
Tutti i Fighting Fantasy sono illustrati internamente, sia con figure a pagina intera che rappresentano gli avvenimenti narrati in uno dei paragrafi della pagina adiacente, sia con figure più piccole e generiche sparse qua e là per il libro, spesso per riempire spazi vuoti tra due paragrafi. Le illustrazioni a tutta pagina sono usate di solito per i paragrafi più drammatici o spettacolari, mentre le immagini generiche rappresentano spesso soggetti come teschi, spade, mostri e tesori.

## Edizioni estere
I libri della serie sono stati pubblicati in Australia, Brasile, Bulgaria, Canada, Cina, Corea del Sud, Danimarca, Estonia, Finlandia, Germania, Giappone, Grecia, Islanda, Israele, Italia, Jugoslavia, Norvegia, Paesi Bassi, Polonia, Portogallo, Repubblica Ceca, Russia, Spagna, Stati Uniti d'America, Sudafrica, Svezia, Thailandia ed Ungheria.
Negli Stati Uniti la serie fu pubblicata dalla Dell, un marchio della Laurel Leaf dal 1983 fino al numero 21 Trial of Champions. La Dell usò commissionò nuove copertine ed illustrazioni a Richard Corben e solo dal quattordicesimo numero utilizzò le copertine originali.. Nel 2003 la iBook pubblicò i primi due libri della serie sia in formato cartaceo che elettronico, senza però proseguire con altre pubblicazioni.
In Italia il primo libro della serie fu pubblicato con il titolo Lo stregone della montagna infuocata dalla Supernova nel 1985, ma non ottenne un grande successo e fu solo qualche anno più tardi che la Edizioni EL importò altri libri della serie pubblicandoli nella collana Dimensione avventura. La collana Dimensione pubblicò in totale dodici numeri della serie. Altri volumi sono stati tradotti amatorialmente e disponibili sul sito Librogame's Land. Nel 2018 la serie è stata riproposta dalla Adriano Salani Editore riprendendo il titolo originale di Fightin Fantasy. Questa riedizione ha esordito migliorando i primi tre volumi della serie originale, ossia il volume della Supernova e i primi due volumi della collana Dimensione avventura della EL, ripresentandoli insieme ad un quarto numero inedito anche nella serie originale.
In Francia la serie fu pubblicata dalla Folio Junior, un marchio editoriale della Gallimard. La serie intitolata Défix fantastiques pubblicò tutti i numeri della serie originale, eccetto che per il cinquantanovesimo (Curse of the Mummy). L'edizione della Wizards Book fu pubblicata dalla Gallimard Jeunesse, un altro marchio della Gallimard.
In Giappone la serie fu pubblicata dalla Shakaishisou Sha, un piccolo editore di testi accademici, che pubblicò 33 numeri della serie dal 1984 fino 1l 1991. I libri ottennero un ottimo successo e nel 1986 l'editore invitò Jackson e Livingstone in Giappone per un tour pubblicitario per festeggiare i due milioni di libri venduti.

## Prodotti derivati

### Giochi da tavolo
- Steve Jackson (1986). The Warlock of Firetop Mountain un gioco da tavolo di avventura pubblicato dalla Games Workshop in cui i giocatori controllano degli avventurieri che si avventurano della montagna infuocata alla ricerca del tesoro del mago[42].
- Ian Livingstone (1993). Legend of Zagor un altro gioco da tavolo di avventura pubblicato dalla Parker Brothers in cui i personaggi devono affrontare un labirinto sotterraneo e arrivare ad affrontare il mago Zagor[43].

### Giochi di ruolo
Nel 1984 Jackson creò una guida per giocare di ruolo usando il sistema e l'ambientazione di Fighting Fantasy, un volume intitolato semplicemente Fighting Fantasy. Nel 1985 venne pubblicato un bestiario completo di Fighting Fantasy chiamato Out of the Pit (di Gascoigne, ma attribuito a Livingstone e Jackson) e nel 1986 seguì un'avventura per il sistema a più giocatori, The Riddling Reaver, assieme a quella che in quel momento era un'enciclopedia completa del mondo di Fighting Fantasy, intitolata Titan. Il sistema di gioco era progettato per essere rapido e di facile comprensione, con regole di combattimento molto semplici che richiedevano solo l'uso di due dadi a sei facce. Era anche relativamente abbordabile come prezzo, dato che il manuale di regole e tutti i supplementi poteva essere acquistati al costo di un kit di base per un altro dei molti giochi di ruolo di quel periodo. In fin dei conti Fighting Fantasy può essere visto come un tentativo di creare un gioco di ruolo "seminale", abbastanza semplice per essere compreso quasi da chiunque eppure abbastanza flessibile per consentire al master di creare avventure avvincenti.
Nel 2003 Jamie Wallis e Mike Dymond formarono la Myriador per pubblicare conversioni al d20 System dei librogame della serie. Furono pubblicati otto moduli, The Warlock of Firetop Mountain (2003), Caverns of the Snow Witch (2003), Deathtrap Dungeon (2003), Trial of Champions (2004), The Forest of Doom (2004), Sorcery!: The Shamutanti Hills (2003), Sorcery!: Cityport o Traps (2004) e Sorcery!: The Seven Serpent (2004)

### Romanzi
Sono stati pubblicati anche sette romanzi basati su Fighting Fantasy. Inizialmente ci furono tre libri a sé stanti, intitolati The Trolltooth Wars (Jackson, 1989), Demonstealer (Gascoigne, 1991) e Shadowmaster (Livingstone & Gascoigne, 1992). Nel 1993 Ian Livingstone e Carl Sargent diedero inizio a una tetralogia intitolata The Zagor Chronicles, riprendendo il popolare antagonista di The Warlock of Firetop Mountain e i suoi successori.
Clash of the Princes era una coppia di libri progettati per essere giocati da due avversari contemporaneamente (anche se ciascun libro poteva essere letto singolarmente). Nel gioco a due, ognuno dei lettori doveva di volta in volta prendere appunti su un foglio letto da entrambi i giocatori, cosa che poi avrebbe potuto influenzare ciò che sarebbe accaduto all'altro giocatore, quando il suo libro lo istruiva in merito.
Altri spin off di Fighting Fantasy includono un gigantesco libro poster, il Fighting Fantasy 10th Anniversary Yearbook (un diario con articoli, curiosità e un librogioco sparso per i giorni) e un set in scatola di dadi e schede per personaggi. La Citadel Miniatures della Games Workshop produsse una piccola gamma di miniature in plastica da 54 mm. La rivista Warlock, prodotta prima da Puffin Books e poi da Games Workshop, ebbe tredici numeri. Comprendeva un librogioco in ogni numero, oltre a nuovi mostri, regole, recensioni e fumetti. I curatori editoriali furono di volta in volta Ian Livingstone, Steve Williams e Marc Gascoigne. Stranamente la rivista ottenne i permessi per una edizione in giapponese, che proseguì con materiale originale dal numero 14 in poi ed è uscita regolarmente fino a poco fa.

### Videogiochi
Nel 1984-1987 vennero creati vari videogiochi di Fighting Fantasy per Commodore 64, Amstrad CPC, BBC Micro e ZX Spectrum. Ogni gioco era basato su uno specifico librogioco. La Puffin stessa pubblicò The Citadel of Chaos, The Forest of Doom e The Warlock of Firetop Mountain; la Adventure International UK pubblicò le avventure testuali Rebel Planet, Seas of Blood, Sword of the Samurai e Temple of Terror.
Nel 1985 Steve Jackson scrisse un librogioco illustrato dal titolo Tasks of Tantalon, nel quale il giocatore doveva risolvere una serie di enigmi predisposti dal mago Tantalon, che venivano presentati sotto forma di grandi figure a colori che contenevano indizi nascosti da individuare e riunire.
Il 1986 vide l'uscita di The Warlock of Firetop Mountain come gioco da tavolo della Games Workshop. Questo fu seguito nel 1993 dal gioco da tavolo Legend of Zagor, basato su Legend of Zagor.
Nel 1998 la Eidos Interactive produsse il videogioco di Deathtrap Dungeon per PC e PlayStation.
Il 5 dicembre 2006 venne annunciato che Steve Jackson e Ian Livingstone stavano progettando una nuova serie di videogiochi per Nintendo DS e Sony PSP basati su Fighting Fantasy. Il primo dei suddetti, Fighting Fantasy: The Warlock of Firetop Mountain, uscì per il DS negli Stati Uniti il 25 novembre 2009, per l'iPhone e l'iPod della Apple all'inizio del gennaio 2010 e per PlayStation Portable il 1º novembre 2011.

## Importanza
La serie Fighting Fantasy rese comune l'uso dei dadi nei librogiochi, un fattore casuale che contribuiva enormemente alla suspense e al divertimento nel gioco. Molte serie tentarono di imitare lo stile di Fighting Fantasy, con vari gradi di successo: la saga di Lupo Solitario (Lone Wolf) scritta da Joe Dever ebbe un successo quasi pari a quello dei Fighting Fantasy. Altre serie comprendono Alla corte di re Artù (GrailQuest), Sagas of the Demonspawn, Fabled Lands e The Way of the Tiger. Il termine "Fighting Fantasy" viene a volte usato per riferirsi a tutti i librogame, soprattutto nelle descrizioni su eBay, dove i volumi vengono venduti regolarmente. I Fighting Fantasy e gli altri librogiochi sono visti come un passaggio propedeutico per consentire ai giovani appassionati di arrivare ai giochi di ruolo.
Fighting Fantasy non fu la prima serie di librogiochi in assoluto. Un formato simile era stato usato in precedenza per una serie di avventure in solitario realizzato per il gioco di ruolo Tunnel e Troll (Tunnels and Trolls), la prima delle quali è Buffalo Castle.
Tecnicamente la meccanica venne vista per la prima volta nel 1969 col thriller politico, della Penguin, Stato di Emergenza, di Dennis Guerrier e Joan Richards. In ogni caso la simulazione di uno Stato alle prese con le Nazioni Unite non ebbe successo e tutto rimase poco più che una curiosità.
Era simile anche il libro di Douglas Hill del 1983 Have Your Own Extraterrestrial Adventure, nel quale il lettore ricopriva il ruolo di un mercenario spaziale, per quanto la struttura del libro ricordi più quella dei Choose Your Own Adventure", piuttosto che dei Fighting Fantasy.

## Edizioni
| n. serie originale Puffin Books | Series 1 Wizards Book | Series 2 Wizards Book | Dimensione avventura | Autore                                                  | Titolo originale                | Prima pubblicazione | titolo italiano                      | Note                                                         |
| ------------------------------- | --------------------- | --------------------- | -------------------- | ------------------------------------------------------- | ------------------------------- | ------------------- | ------------------------------------ | ------------------------------------------------------------ |
| 1                               | 1                     | 1                     | -                    | Steve Jackson e Ian Livingstone                         | The Warlock of Firetop Mountain | 1984                | Lo stregone della montagna infuocata | Pubblicato dalla Supernova                                   |
| 2                               | 2                     | 2                     | 1                    | Steve Jackson                                           | The Citadel of Chaos            | 1984                | La rocca del male                    |                                                              |
| 3                               | 8                     | 14                    | 2                    | Ian Livingstone                                         | The Forest of Doom              | 1984                | La foresta maledetta                 |                                                              |
| 4                               | 22                    | -                     | 3                    | Steve Jackson                                           | Starship Traveller              | 1984                | I viaggiatori dello spazio           |                                                              |
| 5                               | 5                     | 6                     | -                    | Ian Livingstone                                         | City of Thieves                 | 1984                |                                      |                                                              |
| 6                               | 3                     | 3                     | -                    | Ian Livingstone                                         | Deathtrap Dungeon               | 1984                |                                      |                                                              |
| 7                               | 17                    | -                     | 6                    | Ian Livingstone                                         | Island of the Lizard King       | 1984                | L'isola del re lucertola             |                                                              |
| 8                               | -                     | -                     | -                    | Steve Jackson (Stati Uniti)                             | Scorpion Swamp                  | 1984                |                                      |                                                              |
| 9                               | 10                    | -                     | -                    | Ian Livingstone                                         | Caverns of the Snow Witch       | 1984                |                                      |                                                              |
| 10                              | 7                     | 9                     | 7                    | Steve Jackson                                           | House of Hell                   | 1984                | La casa infernale                    |                                                              |
| 11                              | 24                    | -                     | -                    | Mark Smith e Jamie Thomson                              | Talisman of Death               | 1984                |                                      |                                                              |
| 12                              | -                     | -                     | -                    | Andrew Chapman                                          | Space Assassin                  | 1985                |                                      |                                                              |
| 13                              | 23                    | -                     | -                    | Ian Livingstone                                         | Freeway Fighter                 | 1985                |                                      |                                                              |
| 14                              | 19                    | -                     | -                    | Ian Livingstone                                         | Temple of Terror                | 1985                |                                      |                                                              |
| 15                              | -                     | -                     | -                    | Andrew Chapman                                          | The Rings of Kether             | 1985                |                                      |                                                              |
| 16                              | -                     | -                     | 5                    | Andrew Chapman                                          | Seas of Blood                   | 1985                | Il covo dei pirati                   |                                                              |
| 17                              | 18                    | 15                    | 4                    | Steve Jackson (Stati Uniti)                             | Appointment with F.E.A.R.       | 1985                | Appuntamento con la M.O.R.T.E.       |                                                              |
| 18                              | -                     | -                     | -                    | Robin Waterfield                                        | Rebel Planet                    | 1985                |                                      |                                                              |
| 19                              | -                     | -                     | -                    | Steve Jackson (Stati Uniti)                             | Demons of the Deep              | 1986                |                                      |                                                              |
| 20                              | 25                    | -                     | 8                    | Mark Smith e Jamie Thomson                              | Sword of the Samurai            | 1986                | Missione per un samurai              |                                                              |
| 21                              | 12                    | 12                    | -                    | Ian Livingstone                                         | Trial of Champions              | 1986                |                                      |                                                              |
| 22                              | -                     | -                     | -                    | Steve Jackson (Stati Uniti)                             | Robot Commando                  | 1986                |                                      |                                                              |
| 23                              | -                     | -                     | -                    | Robin Waterfield                                        | Masks of Mayhem                 | 1986                |                                      |                                                              |
| 24                              | 4                     | 5                     | 10                   | Steve Jackson                                           | Creature of Havoc               | 1986                | La creatura del male                 |                                                              |
| 25                              | -                     | -                     | -                    | Peter Darvill-Evans                                     | Beneath Nightmare Castle        | 1987                |                                      |                                                              |
| 26                              | 6                     | -                     | -                    | Ian Livingstone                                         | Crypt of the Sorcerer           | 1987                |                                      |                                                              |
| 27                              | -                     | -                     | -                    | Luke Sharp                                              | Star Strider                    | 1987                |                                      |                                                              |
| 28                              | -                     | -                     | -                    | Robin Waterfield                                        | Phantoms of Fear                | 1987                |                                      |                                                              |
| 29                              | -                     | -                     | -                    | Graeme Davis                                            | Midnight Rogue                  | 1987                |                                      |                                                              |
| 30                              | -                     | -                     | -                    | Luke Sharp                                              | Chasms of Malice                | 1988                |                                      |                                                              |
| 31                              | -                     | -                     | -                    | Marc Gascoigne                                          | Battleblade Warrior             | 1988                |                                      |                                                              |
| 32                              | -                     | -                     | -                    | Paul Mason e Steve Williams                             | Slaves of the Abyss             | 1988                |                                      |                                                              |
| 33                              | -                     | -                     | 9                    | Martin Allen                                            | Sky Lord                        | 1988                | Missione nei cieli                   |                                                              |
| 34                              | -                     | -                     | -                    | Keith Martin                                            | Stealer of Souls                | 1988                |                                      |                                                              |
| 35                              | -                     | -                     | -                    | Luke Sharp                                              | Daggers of Darkness             | 1988                |                                      |                                                              |
| 36                              | 14                    | 16                    | -                    | Ian Livingstone                                         | Armies of Death                 | 1988                |                                      |                                                              |
| 37                              | -                     | -                     | -                    | Peter Darvill-Evans                                     | Portal of Evil                  | 1989                |                                      |                                                              |
| 38                              | -                     | -                     | 12                   | Keith Martin                                            | Vault of the Vampire            | 1989                | La cripta del vampiro                |                                                              |
| 39                              | -                     | -                     | -                    | Luke Sharp                                              | Fangs of Fury                   | 1989                |                                      |                                                              |
| 40                              | -                     | -                     | -                    | Jim Bramba e Stephen Hand                               | Dead of Night                   | 1989                |                                      |                                                              |
| 41                              | -                     | -                     | -                    | Keith Martin                                            | Master of Chaos                 | 1990                |                                      |                                                              |
| 42                              | -                     | -                     | -                    | Paul Mason e Steve Williams                             | Black Vein Prophecy             | 1990                |                                      |                                                              |
| 43                              | -                     | -                     | -                    | Dave Morris e Jamie Thomson                             | The Keep of the Lich-Lord       | 1990                |                                      |                                                              |
| 44                              | -                     | -                     | 11                   | Stephen Hand                                            | Legend of the Shadow Warriors   | 1991                | I guerrieri ombra                    |                                                              |
| 45                              | -                     | -                     | -                    | Peter Darvill-Evans                                     | Spectral Stalkers               | 1991                |                                      |                                                              |
| 46                              | -                     | -                     | -                    | Keith Martin                                            | Tower of Destruction            | 1991                |                                      |                                                              |
| 47                              | -                     | -                     | -                    | Paul Mason e Steve Williams                             | The Crimson Tide                | 1992                |                                      |                                                              |
| 48                              | -                     | -                     | -                    | Stephen Hand                                            | Moonrunner                      | 1992                |                                      |                                                              |
| 49                              | -                     | -                     | -                    | Keith P. Phillips                                       | Siege of Sardath                | 1992                |                                      |                                                              |
| 50                              | 16                    | -                     | -                    | Ian Livingstone                                         | Return to Firetop Mountain      | 1992                |                                      |                                                              |
| 51                              | -                     | -                     | -                    | Keith Martin                                            | Island of the Undead            | 1993                |                                      |                                                              |
| 52                              | -                     | -                     | -                    | Keith Martin                                            | Night Dragon                    | 1994                |                                      |                                                              |
| 53                              | 28                    | -                     | -                    | Jonathan Green                                          | Spellbreaker                    | 1994                |                                      |                                                              |
| 54                              | 20                    | -                     | -                    | Carl Sargent (accreditato in copertina Ian Livingstone) | Legend of Zagor                 | 1994                |                                      |                                                              |
| 55                              | -                     | -                     | -                    | Robin Waterfield                                        | Deathmoor                       | 1994                |                                      |                                                              |
| 56                              | -                     | -                     | -                    | Tony Hought                                             | Knights of Doom                 | 1994                |                                      |                                                              |
| 57                              | -                     | -                     | -                    | Paul Mason                                              | Magehunter                      | 1995                |                                      |                                                              |
| 58                              | -                     | -                     | -                    | Keith Martin                                            | Revenge of the Vampire          | 1995                |                                      |                                                              |
| 59                              | 27                    | 13                    | -                    | Jonathan Green                                          | Curse of the Mummy              | 1995                |                                      |                                                              |
| -                               | -                     | 4                     | -                    | Jonathan Green                                          | Stormslayer                     | 2009                |                                      |                                                              |
| -                               | -                     | 7                     | -                    | Jonathan Green                                          | Night of the Necromancer        | 2010                |                                      |                                                              |
| -                               | 21                    | 10                    | -                    | Ian Livingstone                                         | Eye of the Dragon               | 2005                |                                      |                                                              |
| -                               | 29                    | 11                    | -                    | Jonathan Green                                          | Howl of the Werewolf            | 2007                |                                      |                                                              |
| -                               | -                     | 17                    | -                    | Ian Livingstone                                         | Blood of the Zombies            | 2012                |                                      |                                                              |
| -                               | 9                     | -                     | -                    | Steve Jackson                                           | The Shamutanti Hills            | 1983                | Le colline infernali                 | Pubblicato originariamente nella serie Sorcery (n.1)         |
| -                               | 11                    | -                     | -                    | Steve Jackson                                           | Kharé - Cityport of Traps       | 1984                | La città dei misteri                 | Pubblicato originariamente nella serie Sorcery (n.2)         |
| -                               | 13                    | -                     | -                    | Steve Jackson                                           | The Seven Serpents              | 1984                | I sette serpenti                     | Pubblicato originariamente nella serie Sorcery (n.3)         |
| -                               | 15                    | -                     | -                    | Steve Jackson                                           | The Crown of Kings              | 1985                | La corona dei re                     | Pubblicato originariamente nella serie Sorcery (n.4)         |
| -                               | 26                    | 8                     | -                    | Jonathan Green                                          | Bloodbones                      | 2006                |                                      | Programmato inizialmente come sessantesimo della prima serie |